# Franciszek Kusiak
Franciszek Walerian Kusiak (ur. 15 października 1942 w Zwiartowie na Zamojszczyźnie) – polski historyk, specjalizujący się w historii wojskowości i historii gospodarczej.

## Życiorys
Maturę uzyskał w Liceum Ogólnokształcącym im. Stefana Czarnieckiego w Tyszowcach. Następnie rozpoczął naukę w Wyższej Szkole Wojsk Zmechanizowanych we Wrocławiu. Oficerem został w 1965 r. i od tego czasu pełnił zawodową służbę wojskową. W latach 1969–1973 studiował eksternistycznie historię na Uniwersytecie Marii Curie-Skłodowskiej w Lublinie. Doktorat obronił w 1979 r., a habilitację uzyskał w 1987. Tytuł naukowy profesora otrzymał w 1997 r. Od 1987 r. w stopniu pułkownika WP pełnił funkcję kierownika Zakładu Historii w Wyższej Szkole Oficerskiej im. Tadeusza Kościuszki we Wrocławiu. Od 1998 r. na stanowisku profesora nadzwyczajnego, a od 2000 r. profesora zwyczajnego pracował w Zakładzie Historii Gospodarczej Demografii i Statystyki Uniwersytetu Wrocławskiego.
Jego działalność naukowa skupiała się głównie na następujących problemach badawczych: kadra oficerska Wojska Polskiego, dzieje Śląskiego Okręgu Wojskowego, Akcja „Wisła” 1947 rok, migracje na ziemiach polskich po II wojnie światowej, gospodarka rolna w Polsce po II wojnie światowej, obrót nieruchomościami na ziemiach Polski zachodniej i północnej po przemianach ustrojowych w 1989 r. Ponadto prof. Kusiak, jako jedyny wówczas w kraju, napisał książki naukowe na temat obrazków religijnych. Zgromadził również największą w Polsce kolekcję tych małych dzieł sztuki z przedstawieniem św. Franciszka z Asyżu.

## Promotor prac doktorskich
- Jerzy Kajetanowicz, Oficerowie piechoty, wojsk pancernych i zmechanizowanych Śląskiego Okręgu Wojskowego 1945-1961
- Grażyna Trzaskowska, Cmentarze wojenne we Wrocławiu w latach 1939–2002[1], 2007
- Sylwia Akuła, Obrót nieruchomościami mieszkaniowymi (kupno-sprzedaż) we Wrocławiu w latach 1990–2006, 2009,
- Adriana Merta, Wrocławskie instytucje i otoczenie instytucjonalne rolnictwa dolnośląskiego w latach 1989–2006[2], 2010,
- Krzysztof Nowacki, Działalność Agencji Mienia Wojskowego Oddział Terenowy we Wrocławiu w zakresie zagospodarowania nieruchomości Skarbu Państwa w latach 1997–2009, 2010,
- Anita Musialska, Przemiany społeczno-gospodarcze w gminie Ścinawa 1945-1989, 2014,

## Wybrane publikacje
Historia wojskowości
- Oficerowie 1 Armii Wojska Polskiego w latach 1944–1945, Wrocław 1987;
- Życie codzienne oficerów Drugiej Rzeczypospolitej, Warszawa 1992;
- Akcja „Wisła 1947 rok, Wrocław 1994;
- Rycerze średniowiecznej Europy łacińskiej, Warszawa 2002;
- Per aspera ad astra w Oficerskiej Szkole Wojsk Zmechanizowanych imienia Tadeusza Kościuszki w latach 1962–1965, Warszawa 2015 (wraz ze Zdzisławem Nowackim);
- Generał Karol Świerczewski Walter – życie i po życiu 1987-1947-2017, Wrocław 2017.

Historia gospodarcza
- Osadnictwo wiejskie w południowych powiatach Dolnego Śląska w latach 1945–1949,Wrocław 1983;
- Ludność i Gospodarka Trzebnicy po II wojnie światowej, Wrocław 1995;
- Reemigracja polska po drugiej wojnie światowej: udział w zasiedlaniu ziem zachodnich i północnych, Wrocław 1999;
- Obrót nieruchomościami na ziemiach polskich od średniowiecza do XXI wieku, Poznań 2008 (redaktor);
- Obrót niezabudowanymi nieruchomościami gruntowymi (kupno-sprzedaż) we Wrocławiu w latach 1990–2009, Wrocław 2012.

Religia:
- Święty Franciszek z Asyżu i kolekcjoner jego przedstawień, Pelplin 2009;
- Matka Boska Anielska i św. Franciszek Seraficki w złotym okresie obrazka religijnego (1846–1946), Pelplin 2011;
- Stygmatyzacja św. Franciszka z Asyżu na obrazkach koronkowych z XIX w., Warszawa 2012;
- Ze św. Franciszkiem z Asyżu poprzez śmierć cielesną do nieba: na obrazkach z minionych wieków, Warszawa 2014;
- Święty Franciszek z Asyżu i jego błogosławieństwa na obrazkach religijnych, Warszawa 2016 (wraz z Tadeuszem Słotwińskim);
- Święty Franciszek Seraficki na Roztoczu, Pelplin 2016.